# EuskoTran (Bilbao)

Schemat przebiegu linii A wraz z planowaną rozbudową

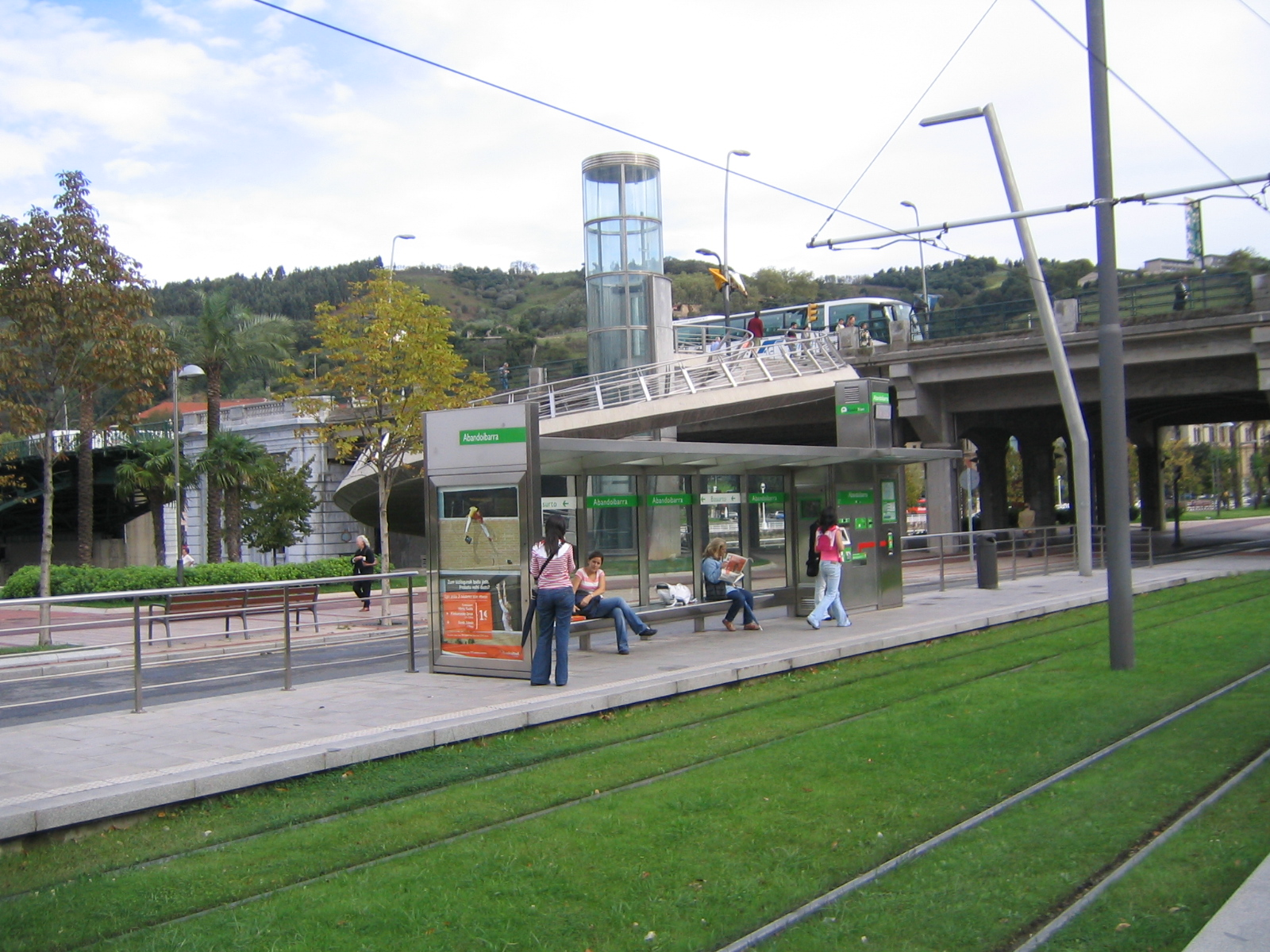
Przystanek Abandoibarra

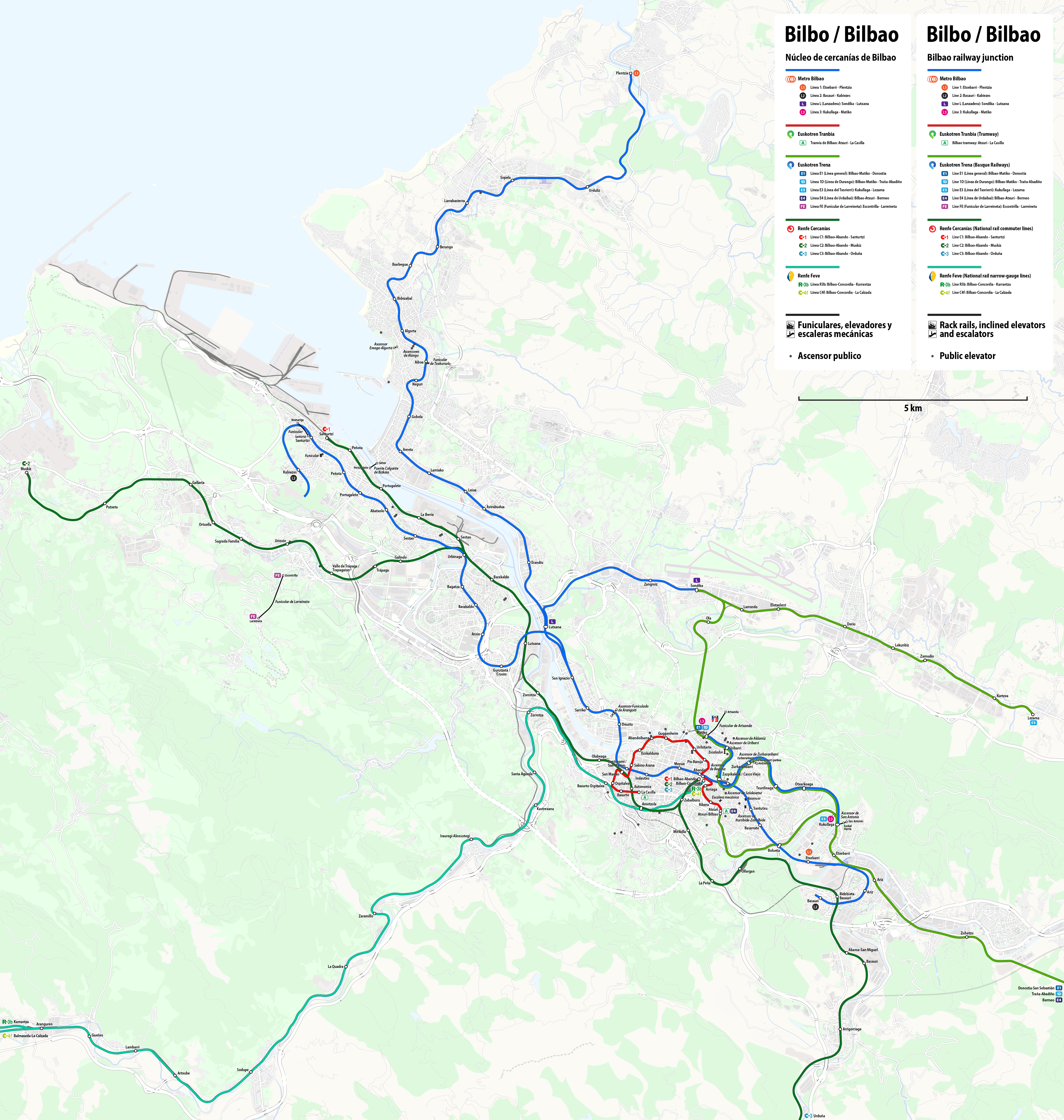

EuskoTren w Bilbao – system tramwajowy działający w Bilbao w Hiszpanii. Sieć ta ma obecnie 6,3 km. torów oraz 12 przystanków na całej trasie i zarządzana jest przez EuskoTren. Czas przejazdu na całej trasie wynosi obecnie 15 minut. Tramwaje obsługujące linie pochodzą z taboru dostarczonego przez CAF. Pod nazwą EuskoTran kursują również tramwaje w Vitorii-Gasteiz.

## Historia
W swej historii tramwaju, Bilbao miało tramwaje konne w 1876, a następnie tramwaje elektryczne, które pojawiły się na ulicach miasta w 1896. Począwszy od 1940 wszystkie linie były sukcesywnie likwidowane (według planu do 1964) i zastępowane trolejbusami. Ostatecznie sieć została zlikwidowana w 1978 r.
Prace budowlane na linii A oficjalnie rozpoczęły się 27 maja 1999, a linia została otwarta w 18 grudnia 2002. Początkowo tramwaj kursował tylko pomiędzy Atxuri i Uribitarte. 30 kwietnia 2003 nastąpiło otwarcie przedłużonej linii A do Uribitarte Guggenheim. Po tym czasie linia była kolejno przedłużana a 24 lipca 2003 odbyło się jej otwarcie w kierunku Guggenheim w San Mamés, a 22 lipca 2004 do San Mamés Basurto.

## Przystanki na trasie linii A
- Atxuri
- Ribera
- Arriaga (połączenie z siecią Metro w Bilbao i EuskoTren)
- Abando (połączenie z siecią Cercanías Bilbao, RENFE i FEVE)
- Pío Baroja
- Uribitarte
- Guggenheim
- Abandoibarra
- Euskalduna
- Sabino Arana
- San Mamés (połączenie z siecią Metro w Bilbao i Cercanías Bilbao)
- Ospitalea/Hospital (połączenie z siecią kolei FEVE)
- Basurto
- La Casilla

## Tabor
Każdy tramwaj ma 25 m długości i może jednorazowo przewozić 192 osoby, w tym 50 na miejscach siedzących. Wszystkie tramwaje są niskopodłogowe i wyposażone w wysuwaną platformę dla potrzeb osób niepełnosprawnych, poruszających się na wózkach inwalidzkich. Dostęp do tramwajów jest na poziomie platformy, co czyni ją łatwą dla osób niepełnosprawnych. Wszystkie tramwaje mają 4 pary drzwi po każdej stronie. Podczas jazdy wszystkie przystanki są zapowiadane głosowo, a pomiędzy zapowiedziami odtwarzana jest muzyka.